# Mihály Földi
Mihály Földi, född 14 oktober 1894 i Budapest, död där 16 oktober 1943, var en ungersk författare.
Mihály Földi studerade medicin och deltog som snabbutbildad militärläkare i första världskriget. Han övergav läkarbanan och blev 1920 medarbetare i Pesti Napló, en av Budapests förnämsta tidningar, där han snabbt blev chefredaktör. Földi tvingades att avgå 1939 efter andra världskrigets utbrott. Han uppträdde tidigt som författare med romaner i realistisk anda, tydligt påverkade av bland annat Dostojevskij, men han blev främst beaktad genom en rad romaner i "spiritualistisk" anda, där han behandlade erotiska förvecklingar av olika slag, upplevda av över- och medelklasspersoner i Budapest. På svenska har av Földi utgivits romanerna Namnlös soldat (1938), I nöd och lust (1941), En kvinna finner sin väg (1942), Ministern (1943) och Förhållandet (1944).